# Show Me Your Love
«Show Me Your Love» (с англ. — «Покажи мне свою любовь») — дебютный студийный альбом украинской певицы Тины Кароль, выпущенный 16 мая 2006 года на лейбле Lavina Music.

## Описание
Весной 2006 года, Тина Кароль выпустила свой дебютный альбом под названием «Show Me Your Love», который впоследствии обрел золотой статус на территории Украины. После его выхода, Тину почти сразу же объявили лучшим кандидатом для поездки на Евровидение 2006. С заглавной песней альбома «Show Me Your Love» Тина Кароль выступила на песенном конкурсе «Евровидение-2006» в Греции и заняла седьмое место.

## Синглы
Первым синглом с альбома стала песня «Выше облаков», выпущенная в 2005 году.
В 2006 году состоялась премьера второго сингла, продвигающего альбом, с одноимённым названием «Show Me Your Love». С данной композицией, Кароль представляла Украину на "51-м конкурсе песни «Евровидение», где заняла седьмое место, набрав в общей сложности 145 баллов, в том числе максимальная оценка 12 баллов от Португалии и оценка 10 баллов от Армении, Беларуси и России.

## Список композиций
| №                   | Название                               | Текст песни         | Музыка                       | Длительность |
| ------------------- | -------------------------------------- | ------------------- | ---------------------------- | ------------ |
| 1.                  | «Money Doesn't Metter»                 | Florence Tonk       | Михаил Некрасов              | 3:55         |
| 2.                  | «Russian Boy»                          | Павел Шилько        | Михаил Некрасов              | 3:14         |
| 3.                  | «Life Is Not Enough»                   | Павел Шилько        | Михаил Некрасов              | 3:21         |
| 4.                  | «Honey»                                | Павел Шилько        | Михаил Некрасов              | 3:02         |
| 5.                  | «Love Of My Life»                      | Павел Шилько        | Brandon Stone                | 3:09         |
| 6.                  | «Show Me Your Love»                    | Павел Шилько        | Михаил Некрасов, Тина Кароль | 2:57         |
| 7.                  | «Silent Night» (Ukrainian version)     | Павел Шилько        | Михаил Некрасов              | 2:11         |
| 8.                  | «Honey» (fiesta edit)                  | Павел Шилько        | Михаил Некрасов              | 3:21         |
| 9.                  | «Money Doesn't Matter» (remake)        | Павел Шилько        | Михаил Некрасов              | 3:17         |
| 10.                 | «Show Me Your Love» (REMIX radio edit) | Павел Шилько        | Михаил Некрасов              | 3:35         |
| 11.                 | «Show Me Your Love» (REMIX club edit)  | Павел Шилько        | Михаил Некрасов              | 5:19         |
| 12.                 | «Выше облаков» (bonus)                 | Павел Шилько        | Михаил Некрасов              | 3:04         |
| 13.                 | «Выше облаков (video)» (bonus)         | Павел Шилько        | Михаил Некрасов              | 3:04         |
| Общая длительность: | Общая длительность:                    | Общая длительность: | Общая длительность:          | 43:22        |

## Сертификации и продажи
| Регион                                                       | Сертификация | Продажи |
| ------------------------------------------------------------ | ------------ | ------- |
| Украина (IFPI)                                               | Золотой      | 50,000* |
| * Данные о продажах приведены только на основе сертификации. |              |         |